# Willi van der Weppen
Willi van der Weppen (Lebensdaten unbekannt) war ein deutscher Fußballspieler.

## Karriere
Van der Weppen gehörte dem Duisburger SpV an, für den er in den vom Rheinisch-Westfälischen Spiel-Verband ausgetragenen Meisterschaften von 1903 bis 1908 Punktspiele bestritt.
Die ersten drei Spielzeiten kam er im Bezirk Rhein/Ruhr, danach zwei Spielzeiten im Bezirk Ruhr zum Einsatz. Während seiner Vereinszugehörigkeit gewann er mit seinem Verein insgesamt fünf Bezirksmeisterschaften. In den ersten beiden Spielzeiten und in seiner letzten schloss sich der Gewinn der Westdeutschen Meisterschaft an. Aufgrund dieser Erfolge kam er auch in den jeweiligen Endrunden um die Deutsche Meisterschaft zum Einsatz. Nachdem seine Mannschaft das Viertelfinale am 8. Mai 1904 auf dem heimischen Sportplatz am Grunewald mit 5:3 über den Casseler FV gewinnen konnte, kam er im Halbfinale zu seinem Endrundenspieldebüt; das Spiel eine Woche später in Leipzig beim gastgebenden VfB Leipzig wurde mit 2:3 n. V. verloren, obwohl er mit seinem Tor in der 78. Minute seine Mannschaft mit 2:1 in Führung schoss. Im Jahr darauf bestritt er lediglich das am 28. Mai 1905 in Hanau mit 0:1 verlorene Viertelfinale gegen den Karlsruher FV. Mit dem Viertel- und Halbfinale am 3. und 24. Mai 1908 in Hamburg und Frankfurt am Main, beim 1:0-Sieg über den FC Eintracht von 1895 aus Braunschweig und der 1:5-Niederlage gegen den FC Stuttgarter Cickers, kam er zu seinen letzten beiden Endrundenspielen.

## Erfolge
- Teilnahme an der Endrunde um die Deutsche Meisterschaft 1904, 1905, 1908
- Westdeutscher Meister 1904, 1905, 1908
- Bezirksmeister Ruhr 1907, 1908
- Bezirksmeister Rhein/Ruhr 1904, 1905, 1906